# ナイアド (衛星)
ナイアドまたはナイアッド (Neptune III Naiad) は、海王星の第3衛星である。発見されている中では最も海王星に近い軌道を公転している。

## 発見と命名

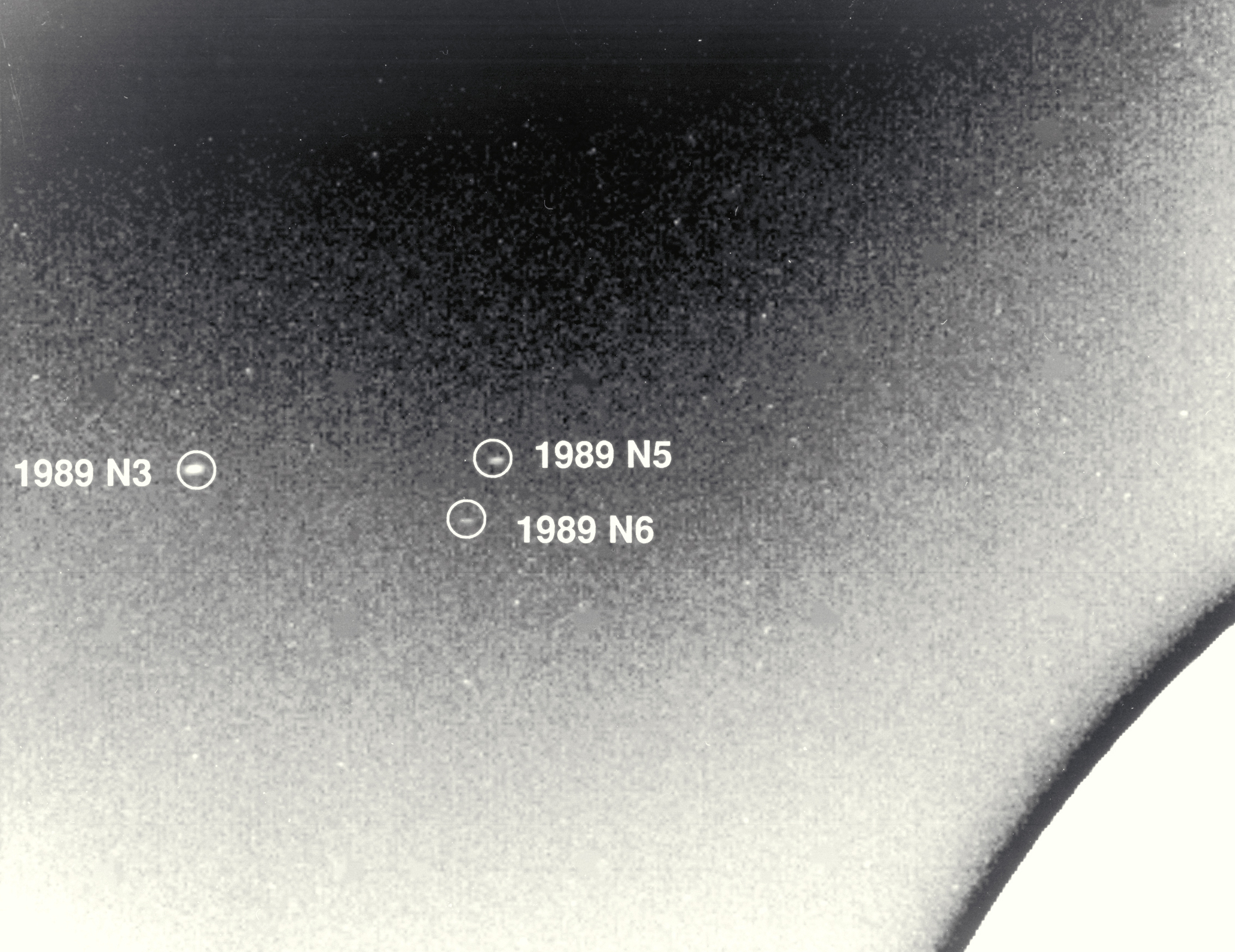
ボイジャー2号が撮影した画像。1989 N6がナイアド。

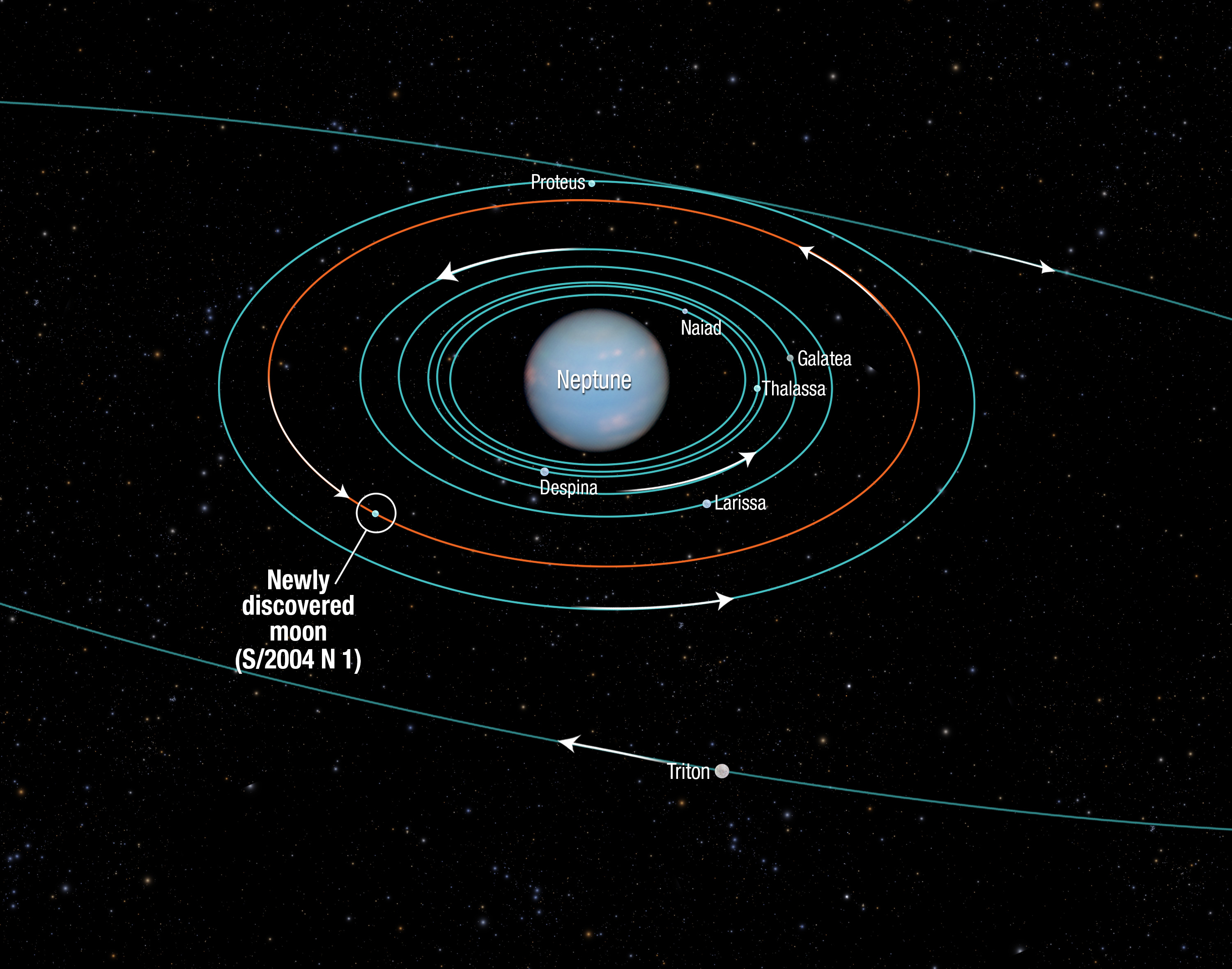
海王星の衛星の軌道。ナイアドは一番内側を公転している

ナイアドは、惑星探査機ボイジャー2号が海王星をフライバイした際に撮影された画像の中から、1989年9月に発見された。このフライバイでは合わせて6個の新衛星が発見されたが、この衛星が最後の発見となった。発見はタラッサの発見と共に同年9月29日に国際天文学連合のサーキュラーで発表されたが、その内容は「11日間に渡って25枚の画像を捉えた」ということのみであった。発見されたのは同年9月18日以前とされ、NASAでは発見を1989年9月、国際天文学連合の惑星系命名ワーキンググループでは発見を1989年8月としている。発見に伴う仮符号として S/1989 N 6 が与えられた。
その後1991年9月16日に、ギリシャ神話の妖精の種族ナイアドに因んで命名され、Neptune III という確定番号が与えられた。

## 探査

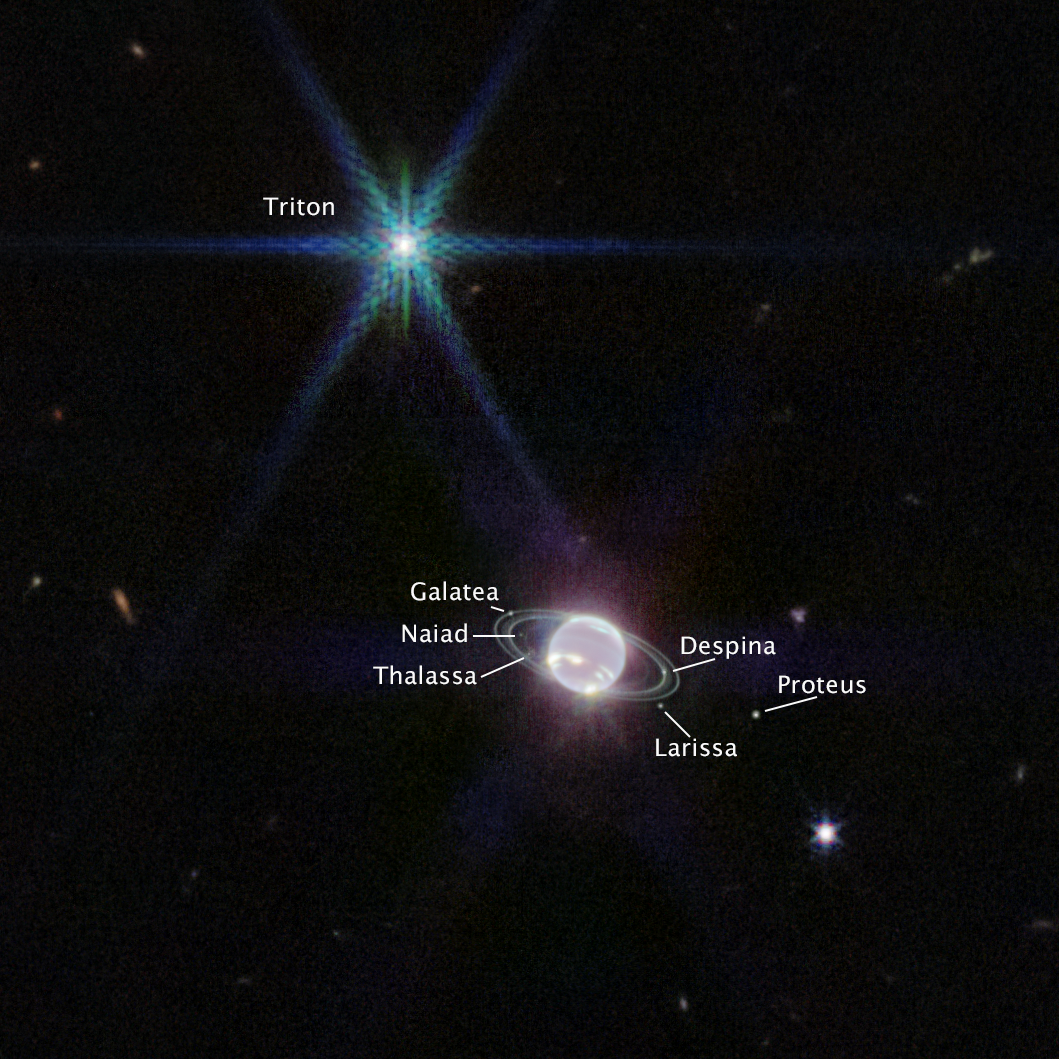
JWSTが2022年に撮影した海王星。ナイアドの姿が確認できる

ボイジャー2号が接近観測して以降、海王星系は地上の望遠鏡やハッブル宇宙望遠鏡によって広く観測された。2002年から2003年にかけて、ケック望遠鏡での補償光学を用いた海王星系の観測では、内側の4つの大きな衛星は容易に検出された。その際、タラッサはいくらかの画像処理を行うことで発見されたが、ナイアドは予想される位置に発見されなかった。ハッブル宇宙望遠鏡は全ての発見済みの海王星の衛星を検出する能力を持っており、ボイジャー2号でさえ見つけられない新しい衛星を見つけることも可能であったが、ナイアドは見つからなかった。そのため、ナイアドの天体暦がかなり間違っているのではないかと疑われていた。
2013年になって、SETI協会のマーク・ショーウォルターらは、ハッブル宇宙望遠鏡が2004年に撮影した画像からナイアドを発見したと発表した。ナイアドが予想されていた位置から80度もずれた位置で発見されたことから、天体暦に誤りがあるとの疑いが証明された。

## 特徴

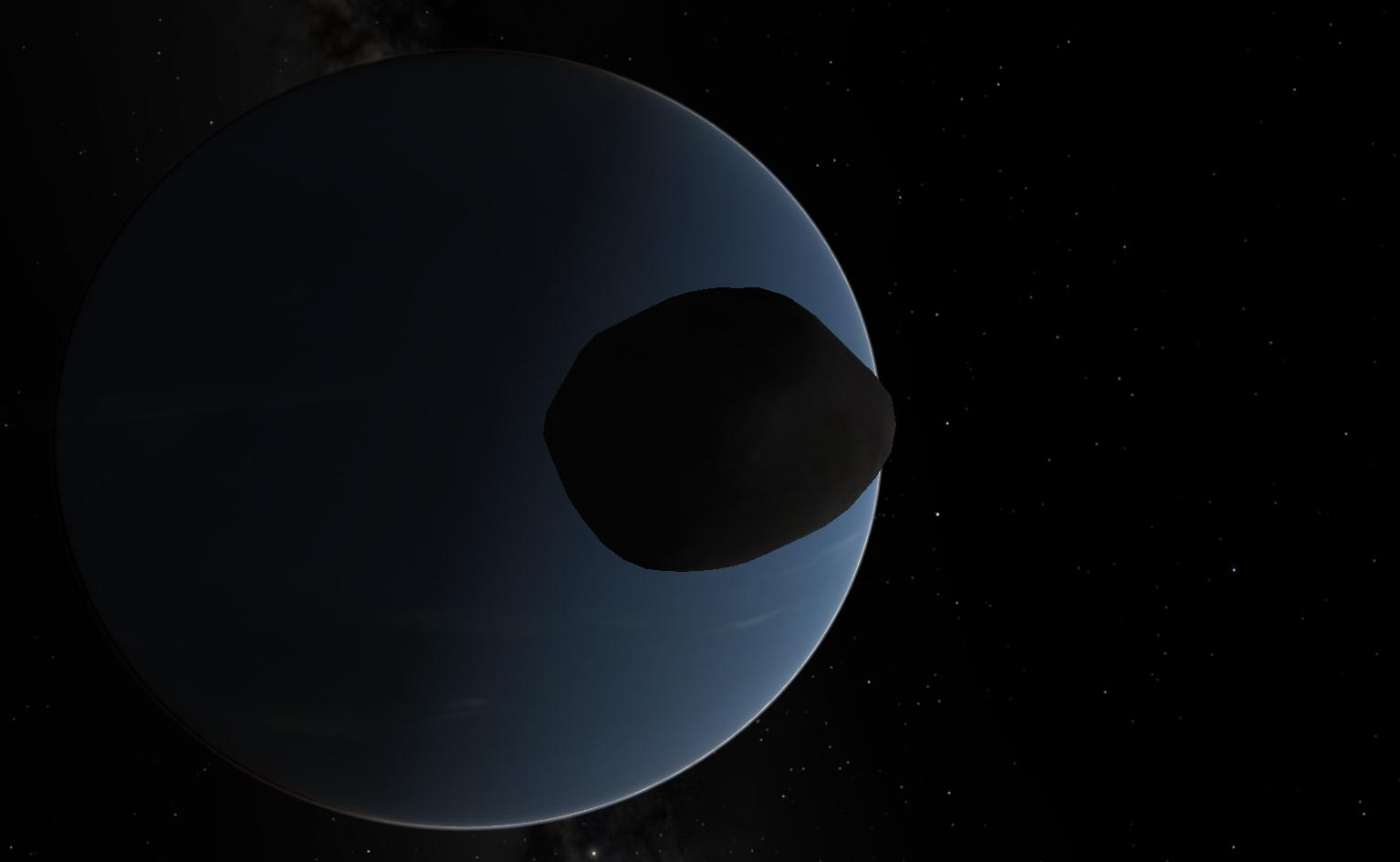
ナイアドのCG。

ナイアドは歪な形状をしており、おそらく形成後から内部の地質的な活動によって変化を起こしていないと考えられる。他の衛星と同じく、トリトンが海王星によって非常に軌道離心率が大きい軌道に捕獲された直後の摂動によって破壊されたかつての海王星固有の衛星の破片が、再び降着して形成されたラブルパイル天体だと考えられている。
ナイアドの軌道面は海王星の赤道面から4.7度傾いており、海王星に近い軌道にある衛星の中では軌道傾斜角が特異に大きい。この高い軌道傾斜角は、ナイアドが過去に一時的にデスピナとの軌道共鳴に捕獲された時に増大したものだと考えられている。
海王星の大気圏の上およそ 23,500 km 上空という、海王星系の中で最も内側の軌道を回っている。海王星の静止軌道半径のはるか下に位置している。この軌道は潮汐力によって徐々に減衰しており、いずれ海王星の大気に突入するか、ロッシュ限界を超えて潮汐力により砕かれ、海王星の環になると考えられる。なお、ナイアドの軌道は既に海王星の理論的なロッシュ限界よりも内側に位置している。